# Manolito Gafotas
Manolito Gafotas es una serie literaria protagonizada por Manuel García Moreno, alias Manolito, también conocido en su barrio como Gafotas, y en su casa como "mira tú quién fue a hablar, el último mono".
La serie la componen ocho novelas escritas por la escritora española Elvira Lindo, desde 1994, en las que se narra la historia de un niño de ocho años y su familia en el popular barrio madrileño de Carabanchel Alto. Destaca por la caracterización de unos personajes que son típicos de la sociedad española de los años 90 del siglo XX. 
La historia del niño Manolito nació antes, en la radio, con la voz de la autora, que fue pasando por distintos programas de Radio Nacional de España.  Pero con Lindo en A vivir que son dos días, programa de Fernando Delgado de la Cadena Ser, el personaje se hizo muy popular y sacó el primer libro, Manolito Gafotas (1994). 
Su tercera historia, ¡Cómo molo!, le dio a Lindo el Premio Nacional de Literatura Infantil y Juvenil en 1998. 
Las obras han tenido gran éxito entre el público infantil, vendieron 2 millones de ejemplares en España y  se han publicado en 24 idiomas. Se estrenaron dos películas basadas en los libros, Manolito Gafotas y Manolito Gafotas en¡'Mola ser jefe'!  y la serie de televisión Manolito Gafotas. Si bien en 2020 se anunció una segunda, en Estados Unidos. 
Desde Mejor Manolo, la última entrega de 2012, con el niño ya adolescente, con 12 años, el personaje permaneció en letargo. 
En junio de 2024, su autora anuncia que Manolito Gafotas volverá a la Cadena SER para protagonizar en radio el cuento de Navidad de ese año. 
Coincidiendo con su 30 aniversario de su primera historia, se publicó en 2024, Todo Manolito Gafotas (Seix Barral, ISBN, 978-84-322-4415-5) un libro homenaje y un estuche con toda la saga, e ilustraciones de Emilio Urberuaga.  

## Reconocimientos
Desde 2006, hay un parque con su nombre. El 9 de abril de ese año, con la asistencia de Elvira Lindo, el Parque LIneal del PAU de Carabanchel, pasa a llamarse, Parque Manolito Gafotas.  
Desde 2022 Manolito gafotas cuenta con una ruta por los lugares emblemáticos de su vida Paseo Manolito Gafotas, desde Aluche a los Carabancheles

## Novelas
1. Manolito Gafotas (1994, Alfaguara Infantil y Juvenil, colección "Próxima parada")
2. Pobre Manolito (1995, Alfaguara Infantil y Juvenil, colección "Próxima parada")
3. ¡Cómo molo! (1996, Alfaguara Infantil y Juvenil, colección "Próxima parada")
4. Los trapos sucios (1997, Alfaguara Infantil y Juvenil, colección "Próxima parada")
5. Manolito on the road (1998, Alfaguara Infantil y Juvenil, colección "Próxima parada"). Manolito se va de viaje con su padre en su camión.
6. Yo y el Imbécil (1999, Alfaguara Infantil y Juvenil, colección "Próxima parada")
7. Manolito tiene un secreto (2002, Alfaguara Infantil y Juvenil, colección "Próxima parada")
8. Mejor Manolo (2012, Seix Barral)

## Adaptaciones
- Manolito Gafotas (Alanbrito y Pablo) (1999), primera película, dirigida por Miguel Albaladejo. [5]
- Manolito Gafotas en ¡'''Mola ser jefe'''! (2001), segunda película, dirigida por Pablo Arturo Garcia Ramirez. [6]
- Manolito Gafotas (serie de televisión) (2004) 13 capítulos emitidos por Antena 3, dirigida por Antonio Mercero. [7]

## Personajes
- Manolito Gafotas : Es el protagonista. Le llaman Manolito Gafotas, Cabezón o Cuatro Ojos. En el primer libro dice que lleva gafas desde los 5 años y le pusieron "Manolito" por su padre.
- El Imbécil: Es el hermano pequeño de Manolito. Apenas habla y no se lleva muy bien con Manolito pero en el fondo lo quiere. En un capítulo se revela que su nombre real es Nicolás.
- Manolo García: Es el padre de Manolito, uno de los protagonistas de "Manolito on the road". Es camionero, y por eso, está la mayoría de tiempo fuera de casa.
- Catalina Moreno: Es la madre de Manolito, es famosa por sus collejas. Es bastante seria, pero quiere mucho a sus hijos.
- Orejones (Ore) López: No se sabe su nombre pero sí se sabe que es el mejor amigo de Manolito. Le suele llamar "cerdo traidor" porque a veces le  traiciona. Tiene unas enormes orejas (igual que todos en su familia), sus padres están separados (sus parientes paternos/maternos están enfrentados). Suele pasar los veranos en Carcagente, el pueblo de sus progenitores, al que hace múltiples referencias en sus conversaciones.
- Yihad: Definido como el chulito del barrio. Se dedica a romperle las gafas a Manolito y es el líder de la pandilla.
- El abuelo Nicolás Moreno: es el abuelo materno de Manolito, originario de Mota del Cuervo. Está jubilado y vive en casa de su hija junto a la demás familia; por ello suele pasar bastante tiempo con su nieto, el cual le tiene un especial afecto. Suele vestir de chándal y tiene una especial predilección por los tintos de verano del bar "Tropezón", que según Manolito son su pasión. No se puede resistir a bailar, sobre todo los pasodobles. Sufre de la próstata (prostatitis). En ocasiones, debido a esto, Manolito le llama "Super Próstata"
- Susana: Amiga de Manolito, está en su misma clase .
- Paquito Medina: Es el más listo de la clase de Manolito. Es aficionado del Rayo Vallecano, ya que se mudó de Vallecas a Carabanchel Alto.
- Jessica la ex-gorda: Compañera de Manolito.
- Arturo Román: Compañero de clase de Manolito, muchas veces se lleva bronca porque pregunta lo que nadie se atreve a preguntar. En una ocasión hizo de cordero en el Belén viviente con Manolito.
- La Luisa: Es la mejor amiga de Catalina y vecina del segundo piso. Representa el rol de la típica vecina cotilla que se entera de todo, y todo lo cuenta. Tiene una perra.
- Melody Martínez (MM): Una niña que llegó nueva a la clase de Manolito. Se enamora de él y lo suele defender de los abusos de Yihad.
- Señor Solís: El conductor del autobús de la escuela de Manolito.
- Sita Asunción: La profesora de Manolito Gafotas.
- Sita Espe: La psicóloga de Manolito Gafotas, Yihad y Orejones López.
- Mostaza: El Niño más bajo de su clase, amigo de Manolito Gafotas.